# Barthélémy Louis Joseph Lebrun
Barthélémy Louis Joseph Lebrun, född 22 oktober 1809, död 6 oktober 1889, var en fransk militär.
Lebrun blev löjtnant vid generalstaben 1834, divisionsgeneral 1866 och erhöll avsked 1879. Han tjänstgjorde huvudsakligen i generalstaben och var under tysk-franska kriget souschef vid Rhenarméns generalstab och från 12 september chef för 12:e armékåren. Lebrun blev tillfångatagen av tyskarna vid Sedan 1 september 1870. Efter kriget blev han chef för 3:e armékåren. Lebrun utgav bland annat Guerre de 1870. Bazeilles-Sedan (1884).